# Dlhé Stráže
Dlhé Stráže – słowacka wieś i gmina (obec) w powiecie Lewocza w kraju preszowskim.
Pierwsze wzmianki o wsi pochodzą z 1278 roku.
Centrum wsi leży na wysokości 610 m n.p.m. Gmina zajmuje powierzchnię 3,374 km². W 2011 roku zamieszkiwało ją 541 osób.